# Aquanaut (diepzeeonderzoeker)

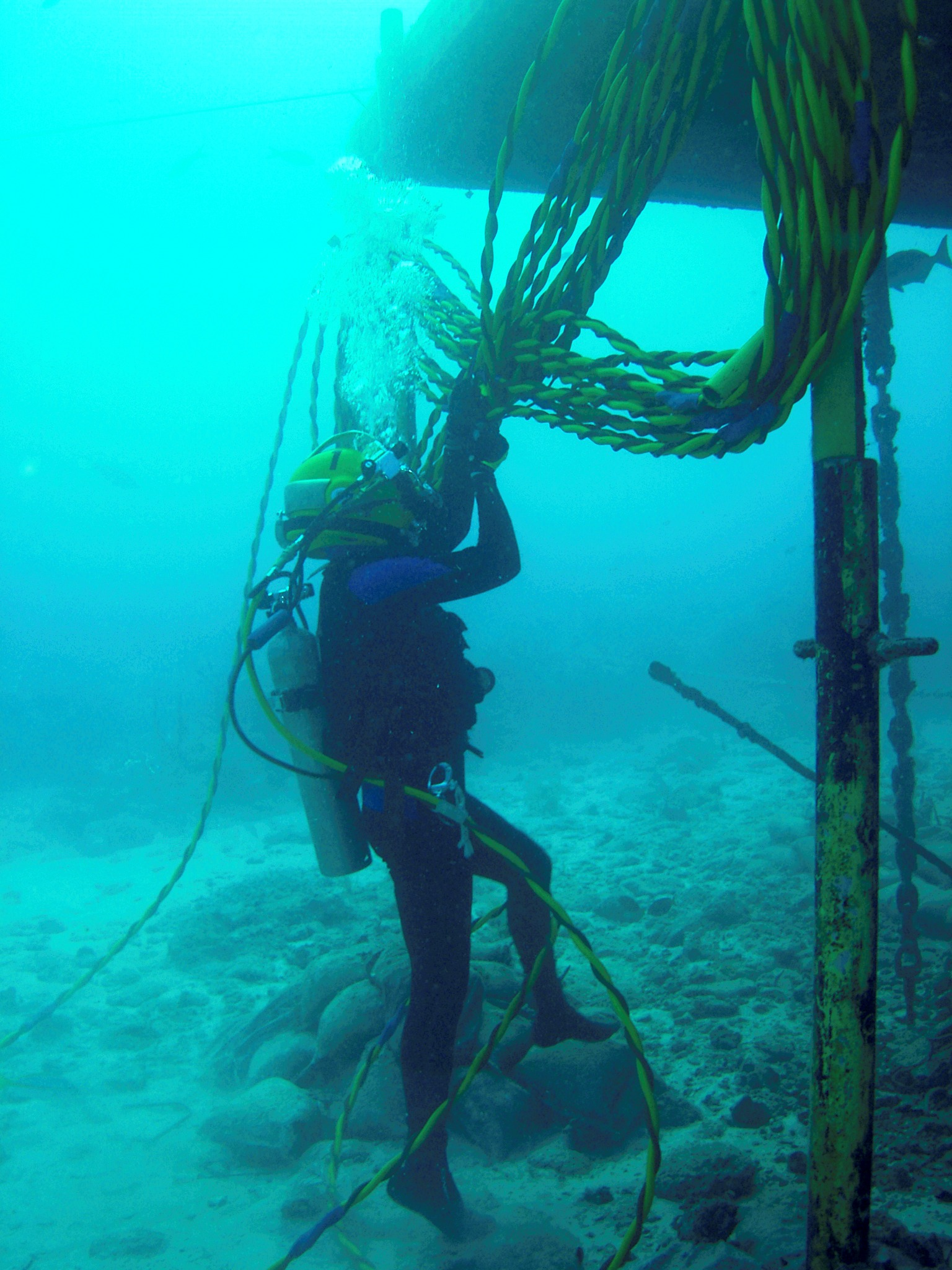
Aquanaut Josef Schmid werkend aan de Aquarius, een onderwater laboratorium, in 2007.

Een aquanaut is een persoon die onder water blijft en lang genoeg onder druk ademt om de concentratie van de inerte componenten van het adembare gas opgelost in de lichaamsweefsels in evenwicht te brengen, in een staat die bekend staat als verzadiging. Vaak wordt dit gedaan in een onderzeeverblijf op de zeebodem voor een periode langer of gelijk aan 24 opeenvolgende uren, zonder terug te keren naar het wateroppervlak.
De eerste aquanaut was Robert Sténuit. Hij verbleef 24 uur aan boord van een kleine eenpersoons cilinder op 61 meter diepte in september 1962.